# 中元節與盂蘭盆節
中元節是東亞傳統社會在農曆七月十五日的重要節慶，其起源可追溯至先秦時期的秋嘗祭祖習俗。根據《禮記》記載，古代天子會在孟秋時節以新收成的穀物祭祀宗廟，這種農事祭祀傳統成為後世中元節的文化基礎。隨著歷史發展，佛教與道教分別賦予這個節日新的宗教意涵：佛教稱之為盂蘭盆節，源自《盂蘭盆經》目連救母的典故；道教則將其定為中元地官赦罪之日，屬於三元節慶之一。
在東亞民間社會的長期演變過程中，佛道兩教的宗教儀式與本土巫覡信仰相互融合，逐漸形成以祭祀亡靈為核心的複合型節俗體系。由於七月十五前後舉行的各類超度法會與普度儀式，整個農曆七月被泛稱為鬼月，而中元節本身在各地亦有鬼節、七月半等俗稱。當代學術研究指出，這種節俗融合現象體現了東亞文化中「三教合一」的特質，相關祭儀活動至今仍廣泛見於台灣、香港、澳門及海外華人社區。

## 起源
古代在孟秋即農曆七月時，天子以新收成的五穀，進獻於宗廟，稱之為「嘗新」、「秋嘗」、「薦新」，以報答神鬼與祖先的蔭庇。後來在南北朝時，隨佛教盂蘭盆會和道教地官赦罪說法的盛行，逐漸變成超度、施食孤魂野鬼的鬼月、鬼節。
佛教徒在佛歡喜日供養眾僧，以功德迴向父母，稱為盂蘭盆法會，後來這天就有了盂蘭盆節的名稱。道教出現後，加入了道教相關內容，這天在道教又是中元地官寶誕，是地官大帝赦罪的日子，除原有的祭祖習俗外加入祈求地官大帝赦免祖先亡魂之罪，並由個人的祖先擴大至一切亡魂。道教為祖先及亡魂祈求赦罪與佛教作功德令累世父母祖先解脫的儀式目的相似，且同樣符合東亞傳統的孝道，於是佛、道的習俗結合起來。
由於道教的地官赦罪日同時也是祭祀一切亡靈的日子，佛教法會中的施眾僧又被演變為施餓鬼儀式，後來民間就相傳那一天地府大門打開，陰間的鬼魂會被釋放出來，由冥間大神面燃大士管理。有子孫、後人祭祀的鬼魂回到家中神主牌去接受香火供養；無主孤魂就四處徘徊找食物。基於人飢己飢、人溺己溺、惠及眾鬼的思想，人們紛紛在七月，舉行設食祭祀、誦經作法等「普渡」、「施孤」佈施活動，以普遍超渡孤魂野鬼，防止祂們為禍人間，又或祈求鬼魂幫助去除疫病和保佑家宅平安。因此這一天會有普渡的習俗，稱為中元普渡，後來民間更發展為盛大的祭典，同時結合佛教、道教思想和儀式，稱為盂蘭盛會、盂蘭勝會、中元法會、中元建醮等。

### 佛教典故
「盂蘭盆（avalambana）」是梵語，「盂蘭」意思是「倒懸」；「盆」的意思是「救器」，所以，「盂蘭盆」的意思是用來救倒懸痛苦的器物。據《盂蘭盆經》的記載，用盆子裝滿百味五果，供養佛陀和僧侶，以拯救眾生離餓鬼苦，生人天中。
佛教依照《盂蘭盆經》的說法，在農曆七月十五日這天舉行「盂蘭盆法會」，以供奉佛陀和僧人，濟度六道苦难眾生，及报谢父母长养慈爱之恩。七月十五日亦是佛教僧團結夏安居的最後一日，也是僧人自省懺悔的自恣日以及得戒臘（受具足戒後之年數）的受臘日（又稱新歲日）。盂蘭盆會最早從南北朝時代目連救母的作功德法會中開始流行，据《佛祖统纪》记载，梁武帝即开始设坛举行盂兰盆法会。據《荊楚歲時記》記載「七月十五日，僧尼道俗悉營盆供諸寺」並引用《盂蘭盆經》目連救母的故事，《顏氏家訓》亦載「七月半盂蘭盆」，可見得在南北朝時因佛教盛行，盂蘭盆節已經成為民間百姓和士人追思、感念父母、先祖的的節日，並為历代帝王和人民沿襲下來。
原本在中國，月十五日除了傳說西漢時創立的正月十五日元宵節之外，並不是一個特別重要的日子，而另一個也是十五日的中秋節則晚至唐朝、宋朝才變成具有全國性質的節日。每月初一、十五具有特殊的意義，是在佛教傳入中國後，受其在新月、滿月舉行布薩儀式而產生的影響。

### 道教說法
道教全年的盛會分三次（合稱為「三元」），認為「三元」就是天官大帝、地官大帝及水官大帝「三官大帝」的別稱，正月十五、七月十五以及十月十五為三官大帝的誕辰。
- 正月十五日稱為「上元」——天官生日，主要是舉行賜福的儀式。
- 七月十五日稱為「中元」——地官生日，用以赦免亡魂的罪。（中元法事是為亡魂赦罪，但是絕對不能完全解除罪孽，只是減輕了一些，希望他們早日安息。）
- 十月十五日稱為「下元」——水官生日，是為有過失的人解除厄運。

相傳七月地獄大門開放一個月，所有的無主孤魂全從陰間出來，到陽間接受人民的供養，因此各地方都紛紛在這一個月舉行「普度」佈施的祭祀儀式。據《玄都大獻經》，在七月十五日修齋建講（齋戒、講經、轉經），供養十方大聖及道士，就能拔度先亡、釋放一切餓鬼罪魂。因此，道士會在中元節這一天誦經、作法事，以三牲五果超度亡魂餓鬼，使他們得以早日從地獄解脫。
道教的中元節是糅合佛、道二教因素而創造的宗教節日，受佛教「盂蘭盆會」和天師道「三會日」、古靈寶經《三元品戒經》的影響而創立。

### 中元普渡

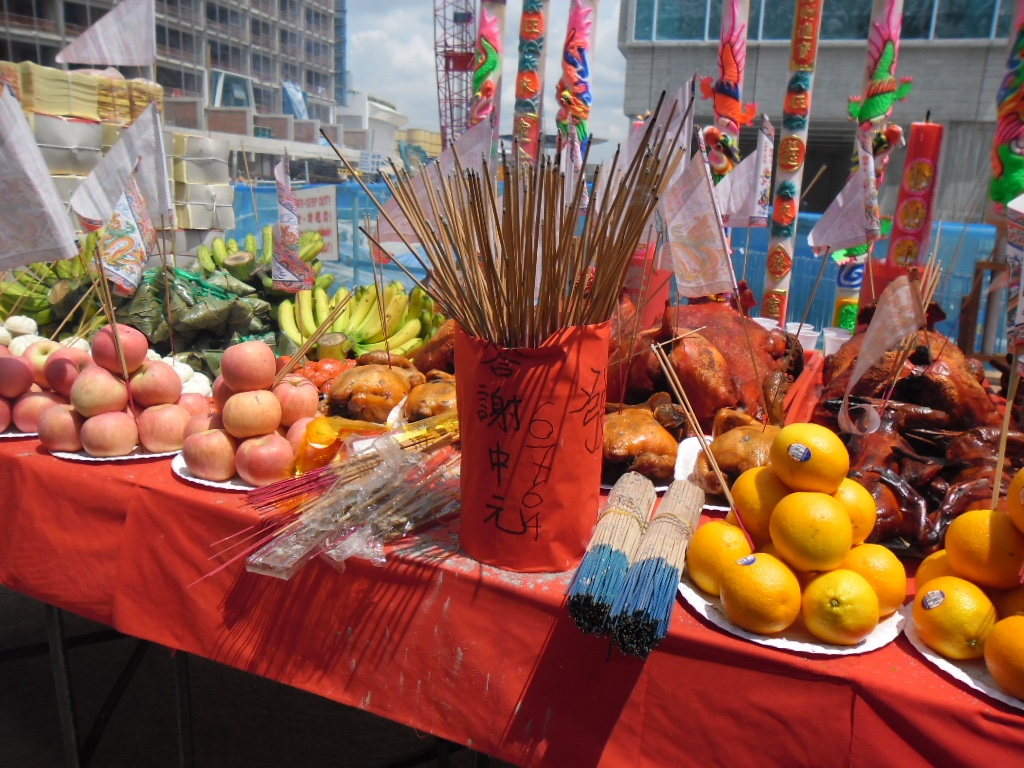
中元普渡祭祀

農民於中元節祭田神、土地的習俗一直流傳，加上宋朝儒、释、道三教合流，道教中元节的祭祀亡者灵魂、佛教盂蘭盆會的施餓鬼、儒家祭祀祖先等活动，加上各地巫覡宗教如中國巫覡宗教、日本神道教、朝鮮巫教、琉球神道结合，构成漢字文化圈的一系列祭祀活动。
閩南與臺灣等地民間，相傳整個農曆七月是「鬼月」，是地府大門開放的月份，無主孤魂由冥間大神面燃大士率領，從陰間到陽間接受供養。因此各地方都紛紛在這一個月舉行「普渡」佈施的祭祀儀式，希望“好兄弟”（亡魂）得到安撫，保佑家宅平安，俗稱爲“鬼節”。
「普度」活動有「公普」和「私普」之分，公普又稱「聯普」，在一些地方稱為盂蘭盆會，是以地方社區、鄉里祠廟爲中心的大型祭祀活動，私普是個人和公司行號自行進行祭祀的活動，活動可長達一個月，盂蘭盆會或中元普渡就是為亡魂減輕罪業，增加冥福，希望他們早日安息的祭祀活動。特殊的日子在七月初一（開鬼門）、七月十五（地官大帝誕、普度）、七月廿九或七月三十（地藏王菩薩誕、關鬼門），其他七月的神誕是獨立的，並不結合在普度的祭祀活動。

## 日期
| 公曆年份 | 公曆日期 | 公曆年份 | 公曆日期 |
| -------- | -------- | -------- | -------- |
| 2014年   | 8月10日  | 2029年   | 8月24日  |
| 2015年   | 8月28日  | 2030年   | 8月13日  |
| 2016年   | 8月17日  | 2031年   | 9月1日   |
| 2017年   | 9月5日   | 2032年   | 8月20日  |
| 2018年   | 8月25日  | 2033年   | 8月9日   |
| 2019年   | 8月15日  | 2034年   | 8月28日  |
| 2020年   | 9月2日   | 2035年   | 8月18日  |
| 2021年   | 8月22日  | 2036年   | 9月5日   |
| 2022年   | 8月12日  | 2037年   | 8月25日  |
| 2023年   | 8月30日  | 2038年   | 8月15日  |
| 2024年   | 8月18日  | 2039年   | 9月3日   |
| 2025年   | 9月6日   | 2040年   | 8月22日  |
| 2026年   | 8月27日  | 2041年   | 8月11日  |
| 2027年   | 8月16日  | 2042年   | 8月30日  |
| 2028年   | 9月3日   | 2043年   | 8月19日  |

## 法會

### 佛家盂蘭盆法會
盂蘭盆法會是根據《盂蘭盆經》，於每年農曆七月十五日舉行，以佛法供養三寶的功德，迴向現生父母身體健康。
在佛陀的時代，印度的婆羅門就會為逝去的亡者舉辦供養會（巴利語：Saddha，梵語：Śrāddha）。而在中國，《盂蘭盆經》傳入後，由於強調藉由供養僧團，以報答雙親養育之恩，乃至度脫七世父母的思想，與儒家崇尚孝道的倫理傳統相符，因此得到中國歷代帝王提倡而盛行不衰。南北朝梁武帝時代，始興盂蘭盆法會，以報答父母祖先恩德。唐朝時期，法會活動呈現興盛，官民共樂。「放煙口」原本是佛教密宗的儀軌，現在卻廣爲北傳大乘佛教寺廟賽用。按照《瑜伽煙口》的説法，餓鬼頸如細針，不能進食。做法事的法師結合佛、法、僧三寶的力量,用密咒使餓鬼喉嚨變粗。法師們向空中撒米,使得俄鬼能吃上一頓飽飯。這裡的「焰口」,就是頸如細針、面上噴火的餓鬼的名字。講放焰口起源的故事的佛經是《救撥焰口惡鬼陀羅尼經》,故事內容與《佛說孟蘭盆經》有相似性。

### 民間盂蘭盆會
現時民間的盂蘭盆會或中元普渡大都是糅合佛、道、巫覡宗教、民間信仰而成，除了原來的普渡意義外，還增添了娛樂成份，變成廟會形式的祭典，有歌舞、戲劇等娛樂活動。例如華人的盂蘭盆會常有神功戲演出，近年也有當代流行表演的「歌台」、電子花車。日本、琉球則有盆踊，朝鮮半島有農樂、假面舞等。除了祭祀、娛樂外，一些盂蘭盆會還有團結地區、族群的社會功能。

## 祭祖與超度法事

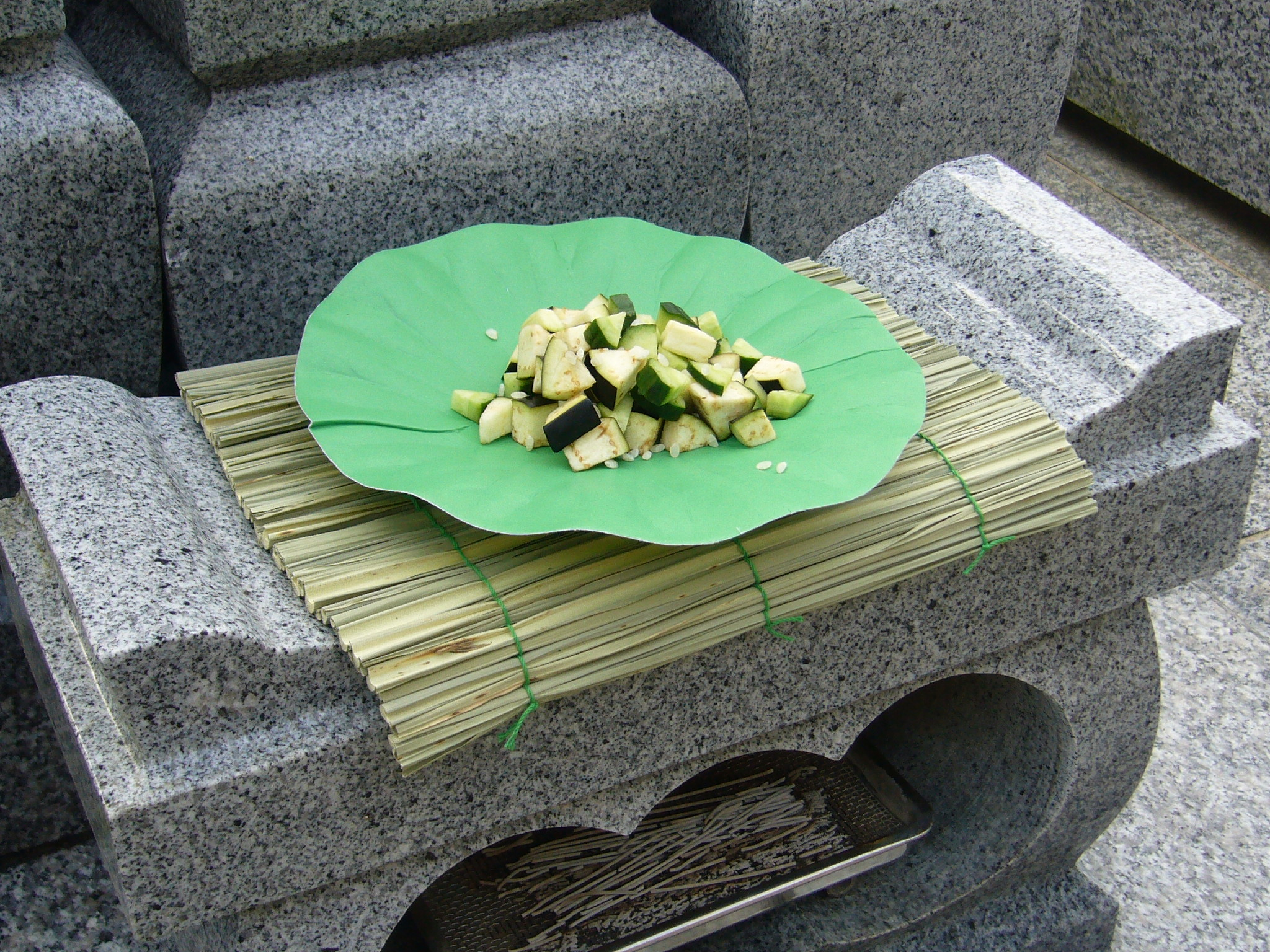
日本家庭的盂蘭盆節祭品

盂蘭盆節與除、清、九三節是中華傳統節日裏祭祖的四大節慶。民間信仰中，祖先也會在此時返家探望子孫，故需祭祖，中國大多數地方是七月十五祭祖，少部分地方是七月十四祭祖，十五日祭其他的幽靈。但閩南人的祭祀活動一般在舊曆七月初一到七月底之前進行，並不限於特定的一天。
某些地區通過一定儀式，夜晚接祖先靈魂回家，稱為「迎祖靈」。每日晨、午、昏，供三次茶飯，直到送回為止。送回時稱為「送祖靈」，華人、朝鮮民族、越南人和琉球人會燒紙錢衣物，稱燒「包衣」，或佛門或道教的超度法事。在中國湘、贛的一些地區和日本本土，盂蘭盆節是比清明節或重陽節更重要的祭祖日。

## 祭田神
中元時，中國農民用粉團、雞、黍、瓜、菜等在田間十字路口拜祭田神，祝願豐收。在河北泊頭市、南皮縣的農民會持麻穀至田埂，稱為「薦新」。山西長子縣的牧羊人家於中元節屠羊賽神，他們相信此俗可增加生產羊隻，陽城縣農家以麥屑作成貓、虎及五穀之形祭田神，稱為「行田」。忻縣農民在田埂上掛五色紙祭田神。陝西城固縣中元節是農家會飲的日子，稱為「掛鋤」。延緩鎮農民會選取最高、最茂密的稻穗，掛上五色紙旗作為祭田的田旛。

## 各地習俗

### 華人地區
華人地區的習俗主要是祭祖以及祭祀孤魂野鬼（又稱「好兄弟」）。在某些農村地區保留較多祭祀土地神或田神、祈求豐收的習俗。

#### 臺灣
在臺灣，中元是相當重要的民俗節日，無論政府機關、公司行號、社區住宅、神壇廟宇，都會在舊曆的七月初一到七月尾日之間，擇日舉辦祭祀活動，以慰在人世間遊玩的眾家好兄弟（臺灣閩南人對遊蕩鬼魂的尊稱），並祈求全年的平安順利。其中，起源於1855年的鷄籠中元祭，是台灣歷史最悠久的民俗祭典之一，也是第一個被指定為「重要民俗」類國家文化資產的節慶。

#### 香港
香港人通常稱這節日為盂蘭節。各區於七月皆有舉辦盂蘭勝會或中元建醮，離島坪洲便是其中一個地方舉辦中元建醮。坪洲中元建醮於每年農曆七月十二至十五日舉行，一連四日，最熱鬧的一天為七月十五日，當日的儀式包括走午朝、走龍船、放水陸燈、擺天席、爭奪祭品及化大士王。

#### 新加坡、馬來西亞華人地區
在新加坡、馬來西亞的華人地區中，中元節除了上述的祭祖普渡等傳統習俗之外，還有一項特別的表演活動以娛樂鬼魂，當地福建人（閩南人）稱之為「七月歌臺」或簡稱「歌臺」。這些歌臺一般上是在空地上搭建臨時舞臺，加上音響設備以及燈光等裝飾，並在臺下觀眾席擺放一排排的椅子，而第一排的椅子通常是空置預留給「好兄弟」（鬼魂）的。歌臺表演通常安排於夜晚時分，臺上表演包括詼諧短劇、魔術、勁歌熱舞等，而且整個農曆七月都有表演。
作為傳統節日的慶祝活動，歌臺表演常因過於喧嘩遭到部分週圍居民的投訴而遭到警方警告。此外，歌臺上常出現的一些橋段如愛說黃色笑話的主持人、穿著暴露的女表演者，等都讓星馬兩地許多人對七月歌臺產生誤解。但這幾年馬來西亞慶贊中元理事會已經禁止表演歌手穿著暴露的服裝以及控制歌台音量以免產生誤會與摩擦。

### 朝鮮半島
朝鮮半島的中元節又稱「百中節」、「百種節」、「亡魂節」等，是朝鮮的一個傳統節日，來自中國道教的中元節與佛教盂蘭盆節，然後發展出朝鮮民族特色。相對於中國、日本的中元節較著重於祭祖及普渡，朝鮮的中元節則保留較多秋季農夫慶豐收的原意，祭祖、祀亡魂等儀式則其次。

### 越南
越南盂蘭盆節除了祭祖、普渡之外，還有感謝母親、對母親表達孝心的意義，這是人們仿效目連救母故事中目犍連對母親盡孝的精神，因此這天也是越南傳統的母親節。這天人們會一家團聚，一起表達對母親的敬愛。日間一起拜祭祖先、迎接祖先亡魂回家團聚，體現越南傳統慎終追遠、飲水思源的精神。晚上則祭祀孤魂野鬼，並且會放水燈。這天人們會茹素，各佛寺也會舉行普渡儀式祭祀孤魂野鬼，佛教徒會到寺院聽僧人講法，父母健在者會在胸前別上紅花，父母已去世者則別上白花。

### 日本本土
盂兰盆节在飞鸟时代由隋唐时期的中国传入日本，俗稱「御盆」（日语：／ Obon */?），為盂蘭盆會的簡稱。傳統慶祝時間在七月十三日至十六日間，在明治維新後，一些地區自农历七月十五直接改為公曆7月15日，另一些則改為格里曆8月15日，以較接近農曆原來的日子。十三日前扫墓，十三日接先人鬼魂，十六日送。也有送中元礼物的习惯，民俗上也會眾人聚集，跳一種名曰「盆踊」的舞蹈，專注於手部動作。
日本人对盂兰盆节很重视，现已成为仅次于元旦的重要节日，企业、公司一般都会放假一周左右，称为“盆休”，很多出门在外工作的日本人都在选择利用这个假期返乡团聚祭祖，此时像大都市（如東京、大阪等）街道多显冷清，有点类似華人的清明节。

### 日本沖繩縣（琉球群島）
沖繩縣的中元節有「迎彌勒」（弥勒迎け）的祭禮，沖繩人將彌勒信仰融入到了琉球神道的龍宮信仰（ニライカナイ）之中，在迎彌勒的祭禮中祈禱豐收。在傳統彌勒節迎彌勒祭禮上，人們戴着布袋和尚的面具，唱着民謠《赤田首里殿內》，期待彌勒的「世果報」（太平盛世）的到來。彌勒節一般在農曆七月十六舉行，現在改為最接近農曆七月十六日的那個星期天舉行。
在一些農村地區，人們會跳一種稱為哎薩的舞蹈，現時這種舞蹈已傳播至整個沖繩本島。

## 相關影視作品
- 魔法阿嬤（1998年）
- 盂蘭神功（2014年）

## 參看
- 目蓮救母
- 大士爺
- 鍾馗
- 地藏菩薩
- 三官大帝
- 廟會
- 紙錢
- 供僧衣節
- 酬神戲
- 破地獄
- 搶孤

### 書目
- 《东京梦华录》卷八，“中元节”条
- 盂兰盆会的来源[永久]
- 周樹佳《香港民間風土記憶（叁）》
- Stephen F. Teiser（太史文）著，侯東旭譯：《幽靈的節日——中國中世紀的信仰與生活》（杭州：浙江人民出版社，1999）。

### 紀錄片
- 野鬼假期 Les Vacances des Fantômes

尚若白作品，2013年台灣雲林虎尾中元普渡紀錄片。住在虎尾的人們遵循從對岸渡海至台灣的祖先留下的傳統，虔誠地透過各種活動和儀式普渡先人及動物的魂魄，也在片中分享中元普渡的相關知識。

## 外部鏈結
- 李瑞烈老師YouTube上的『中元節與盂蘭盆會之別』（中文字幕，臺灣閩南語）
- 林百欣親臨深水步區，向長者派米（页面存档备份，存于）
- 市區的盂蘭勝會（页面存档备份，存于） - 香港大學圖書館數碼化項目  香港口述歷史檔案
- 張家麟老師部落格-《宗教說什麼》中元祭典： 談普度的幾點「傳統」及「迷思」？（1） （页面存档备份，存于）